# Katharine, Duchess of Kent

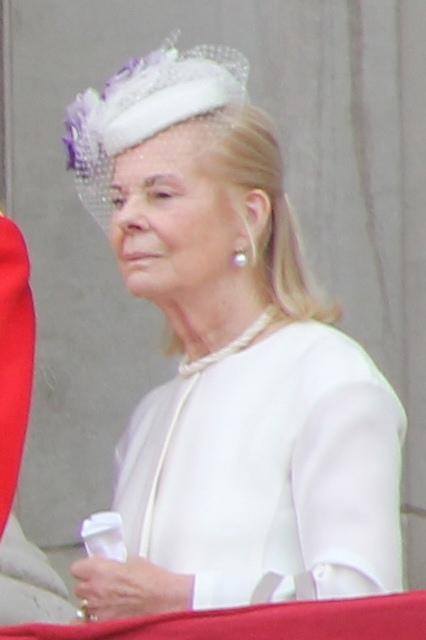
Katharine, Duchess of Kent (2013)

HRH Katharine, Duchess of Kent, GCVO (* 22. Februar 1933 in Hovingham Hall, North Yorkshire, geboren als Katharine Lucy Mary Worsley), ist durch Heirat ein Mitglied der britischen Königsfamilie. Sie ist die Ehefrau von Prince Edward, einem Enkelsohn von König Georg V. und Königin Mary sowie Onkel 2. Grades von König Charles III.

## Kindheit und Jugend

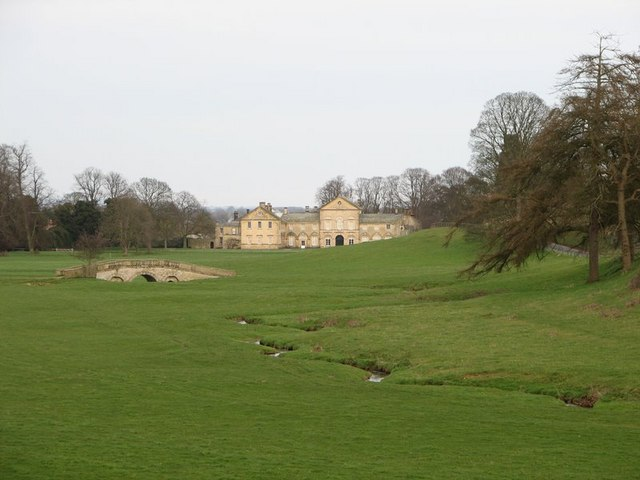
Hovingham Hall, Yorkshire (Elternhaus)

Katharine Lucy Mary Worsley wurde auf dem elterlichen Landsitz Hovingham Hall, Yorkshire, in der Nähe von York im Norden Englands geboren und ist die Tochter von Sir William Arthrington Worsley, 4. Baronet, und seiner Frau Joyce Morgan, Tochter von Sir John Fowler Brunner, 2. Baronet, und Enkelin von Sir John Tomlinson Brunner, 1. Baronet, dem Gründer von Brunner Mond & Co., aus dem später das Chemieunternehmen Imperial Chemical Industries (ICI) entstand.
Ihre Ausbildung genoss sie an der Queen Margaret’s School in der Nähe von York und auf der Runton Hill School in Norfolk. Während ihrer Schulzeit wurde sie in die Musik eingeführt und erlernte die Instrumente Klavier, Orgel und Violine, welche sie noch heute spielt. Ihre musikalischen Kenntnisse verfestigte sie in einem Mädchenpensionat in Oxford. Später arbeitete sie in einem Kinderheim in York und auf einer Schwesternschule in London.

## Heirat und Nachkommen
Am 8. Juni 1961 heiratete sie Prince Edward, 2. Duke of Kent, den ältesten Sohn von Prince George, 1. Duke of Kent und Princess Marina, in York Minster. Die Duchess hatte den Duke 1956 in Catterick kennengelernt, als dieser dort als Soldat stationiert war, und sich im März 1961 mit ihm verlobt.
Der Duke und die Duchess of Kent haben drei Kinder:
- George Philip Nicholas Windsor, Earl of St Andrews (* 26. Juni 1962)
- Lady Helen Marina Lucy Taylor (* 28. April 1964)
- Lord Nicholas Charles Edward Jonathan Windsor (* 25. Juli 1970)

## Privatleben
1975 erlitt die Duchess im Alter von 42 Jahren eine Fehlgeburt und 1977 eine Totgeburt, die zu Depressionen führten. In den frühen 1980er Jahren stand eine Scheidung von ihrem Ehemann im Raum, gegen die sich allerdings Königin Elisabeth II. aussprach. Nachdem sich die Duchess Anfang der 1980er Jahre erholt zu haben schien, zog sie sich ab Ende der 1990er Jahre wieder aus dem öffentlichen Leben zurück. Wie sie erst 2021 in einem Interview erzählte, lebte sie dann in Hull, Yorkshire, wo sie über 13 Jahre lang als Mrs Kent an der Wansbeck Primary School das Fach Musik unterrichtete, ohne dass ihr Inkognito jemals entdeckt worden sei. Die Königin habe sie bei dieser Entscheidung unterstützt. 
Seit Ende der 2000er Jahre nimmt sie gelegentlich wieder öffentliche Auftritte wahr, wie anlässlich der Einweihung einer Bronze-Statue von Queen Mum 2009, oder bei der Versammlung der königlichen Familie auf dem Balkon des Buckingham Palace anlässlich der Trooping the Colour 2010 und 2011. Das Ehepaar lebt seit den 1980er Jahren getrennt, blieb aber verheiratet und erschien zu öffentlichen Anlässen gemeinsam, wie 2011 bei der Hochzeit von Prince William und Kate Middleton und 2012 anlässlich des diamantenen Thronjubiläums von Elisabeth II.
Im Privatleben bevorzugt die Duchess, Katharine Kent oder Katharine, Duchess of Kent genannt zu werden. Ihre offizielle Anrede (style) lautet Her Royal Highness The Duchess of Kent.
Der offizielle Wohnsitz des Herzogpaares ist Wren House auf dem Gelände des Kensington Palace in London, wenngleich die Duchess im Alltag in einer nahegelegenen Mietwohnung wohnt.

## Interessen

### Musik
Die Duchess fühlt sich stark der Welt der Musik verbunden und war Mitglied diverser Chöre. Von 1996 bis 2004 arbeitete sie unter der Bezeichnung 'Mrs. Kent' als Musiklehrerin in Kingston upon Hull, ohne dass ihre Schüler ihre wahre Identität kannten. 2004 gründete sie die Stiftung Future Talent, die junge Menschen bereits im Kindesalter an die Musik heranführt und junge Talente fördert. Die Duchess ist Kuratorin der National Foundation for Youth Music in London, Vorsitzende des Royal Northern College of Music in Manchester und Botschafterin für die Aldeburgh Productions in Suffolk.

### Sport
Die Duchess war von den 1970er Jahren bis 2001 bekannt für das Überreichen der Siegertrophäen für die weiblichen Gewinner bei den alljährlich stattfindenden Wimbledon Championships. Diese Rolle übernahm sie von ihrer Schwiegermutter Prinzessin Marina, die seit dem Tod ihres Mannes 1942 und bis zu ihrem eigenen Tod 1968 Präsidentin des All England Tennis Club gewesen war. 1969 wurde ihr Ehemann, der Duke of Kent, Präsident des Tennis-Clubs und seine Frau, die Duchess, übernahm die Überreichung der Siegerpokale bei den Damen-Finals. Den männlichen Gewinnern überreichte traditionell der Duke die Trophäen. Mit ihrem warmherzigen und ungezwungenen Auftreten – wie bspw. ihre tröstende Umarmung von Jana Novotná auf dem Centre Court, die 1993 gegen Steffi Graf verloren hatte – gewann die Duchess viele Bewunderer. 1999 hatte es allerdings mit der Leitung des All England Tennis Clubs Verstimmungen um Sitzplätze in der königlichen Loge gegeben. Nach den Wimbledon Championships 2001 gab die Duchess ihre offizielle Rolle bei den Tennis-Meisterschaften von Wimbledon im Rahmen ihres Rückzugs aus dem öffentlichen Leben auf. Bis 2018 wurden die Trophäen für die ersten und zweiten Gewinner sowohl bei den Herren- als auch bei den Damen-Finals von ihrem Ehemann allein verliehen.  

### Katholische Kirche
Die Duchess erlangte große Aufmerksamkeit durch ihren Übertritt zum Katholizismus im Jahre 1994, was die erste öffentliche Konversion eines höherrangigen Mitglieds der Königsfamilie seit der Verabschiedung des Act of Settlement im Jahre 1701 darstellte. Dies war eine persönliche Entscheidung und sie erhielt die Zustimmung der Königin. Dies hatte keine Auswirkung auf die Thronfolge: zwar sah ein Passus im Act of Settlement aus dem Jahre 1701 vor, dass ein Mitglied der königlichen Familie seinen Platz in der Thronfolge verliert, wenn es einen Katholiken heiratet. Da die Konversion der Duchess erst später, nach der Heirat erfolgte, hat der Duke of Kent seinen Platz in der britischen Thronfolge nicht verloren.
Der jüngste Sohn der Duchess, Lord Nicholas Windsor, ihr Enkelsohn Edward Windsor, Lord Downpatrick, und ihre Enkeltochter Lady Marina-Charlotte Windsor sind ebenfalls Katholiken. Ihr ältester Sohn George Windsor, Earl of St Andrews, der Vater von Lord Downpatrick, heiratete eine Katholikin; der dadurch zugezogene Ausschluss von der Thronfolge wurde durch den Succession to the Crown Act, der die entsprechende Vorgabe des Act of Settlement aufhob, 2015 revidiert.

Wappen der Katharine, Duchess of Kent

## Titulatur (Style)
- Miss Katharine Worsley (22. Februar 1933 – 8. Juni 1961)
- Her Royal Highness The Duchess of Kent (seit dem 8. Juni 1961)

## Orden und Ehrenzeichen
| Jahr | Staat                  | Orden/Ehrenzeichen                       | Klasse           |
| ---- | ---------------------- | ---------------------------------------- | ---------------- |
| 1977 | Vereinigtes Königreich | Royal Victorian Order                    | Dame Grand Cross |
| 2002 | Vereinigtes Königreich | Queen Elizabeth II Golden Jubilee Medal  |                  |
| 2012 | Vereinigtes Königreich | Queen Elizabeth II Diamond Jubilee Medal |                  |
| N/A  | Vereinigtes Königreich | Royal Family Order of Queen Elizabeth II |                  |